# Asadora

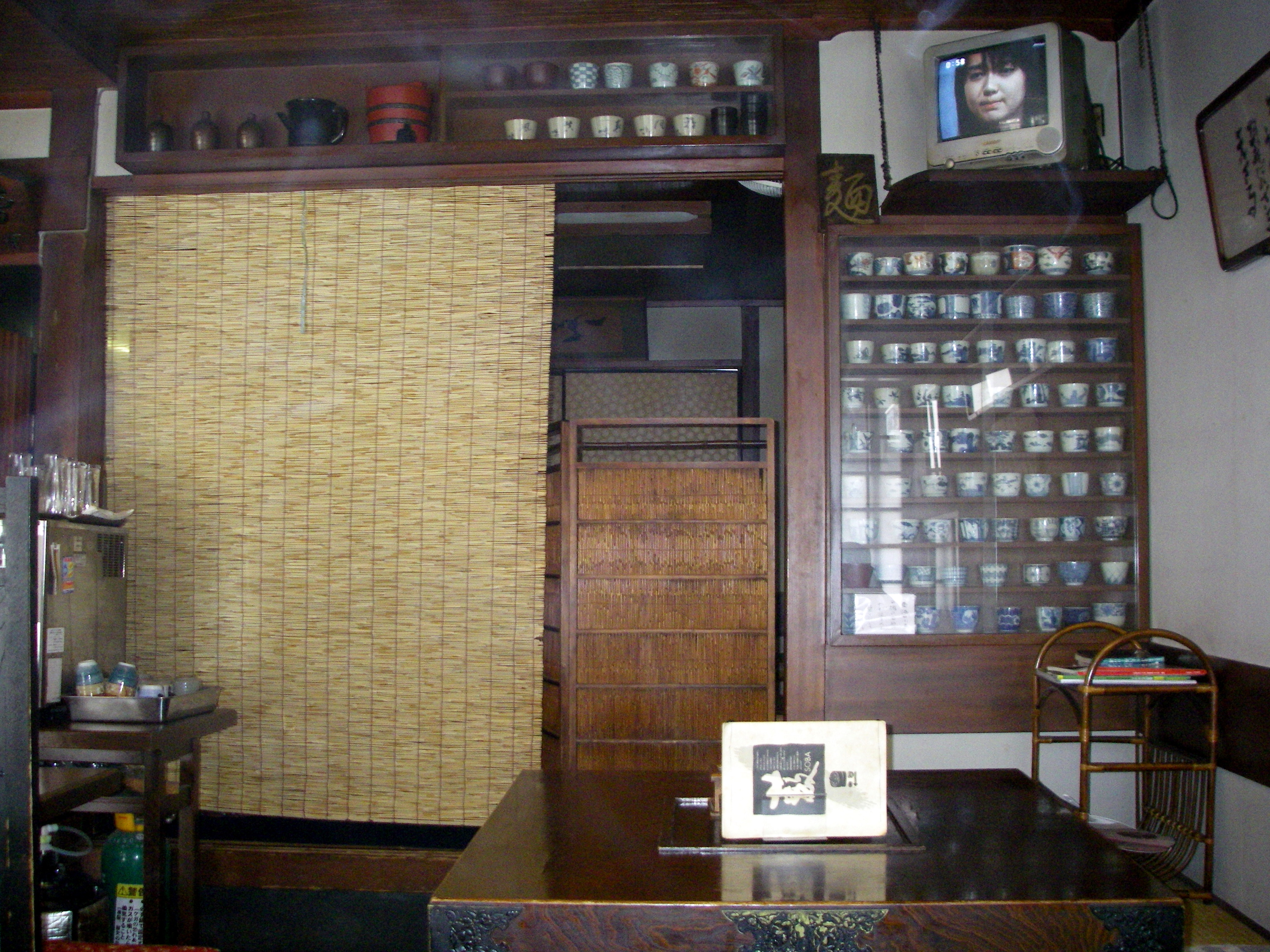
Sobá restaurante (2009.9) 12:58

Renzoku Terebi Shosetsu (連続テレビ小説? ", Um romance de TV em série"), também conhecido como Asadora, é uma série de televisão seriada da emissora de TV NHK no período da manhã no Japão.
Asadora começou em 1961 em preto-e-branco por Musume Watashi (娘と私), estrelado por Takeshi Kitazawa. Hoje, ele é exibida no Japão, de segunda a sábado de manhã 8:00 - 8:15, com uma retransmissão no mesmo dia as 12:45-13:00.

## Lista de séries
- T : NHK Tóquio (Abril - Setembro) / O : NHK Osaka (Outubro - Março), * : 1 year

|      | Title                                             | '     |   | Staring                                         | Nome               | [ 3 ]            | Job (Note) |
| ---- | ------------------------------------------------- | ----- | - | ----------------------------------------------- | ------------------ | ---------------- | --- |
| 01*  | Musume to Watashi (娘と私)                        | 61    | T | #Takeshi Kitazawa† Sadae Murata                 | #Watashi Mari      | 私 麻里          | father (8:40 - 9:00 Seg - Sex) |
| 02*  | Ashita no kaze (あしたの風)                       | 62    | T | Fumiko Watanabe                                 | Yasue              | 安江             | esposa (8:15 - 8:30 Seg - Sáb) |
| 03*  | Akatsuki (あかつき)                               | 63    | T | #Shin Saburi† Michiko Araki†                    | #Shōnosuke Toshiko | 正之助 敏子      | university professor, painter |
| 04*  | Uzushio (うず潮)                                  | 64    | O | Michiko Hayashi                                 | Fumiko             | フミ子           | romancista |
| 05*  | Tamayura (たまゆら)                               | 65    | T | #Chishū Ryū† Michiko Katō†                      | #Yoshihiko Fujiko  | 良彦 ふじ子      | travel after he retires |
| 06*  | Ohanahan (おはなはん)                             | 66    | T | Fumie Kashiyama                                 | Hana               | はな             | widow, born in the Meiji era |
| 07*  | Tabiji (旅路)                                     | 67    | T | #Tadashi Yokouchi Tomoe Hiiro                   | #Yūichirō Yuri     | 雄一郎 有里      | employee of the national railroad |
| 08*  | Ashita koso (あしたこそ)                          | 68    | T | Yumiko Fujita                                   | Setsuko            | 摂子             | university student, worker (The 1st "color") |
| 09*  | Nobuko to obāchan (信子とおばあちゃん)            | 69    | T | Naoko Ōtani                                     | Nobuko             | 信子             | abandoned the university |
| 10*  | Niji (虹)                                         | 70    | T | Yōko Minamida†                                  | Kanako             | かな子           | esposa |
| 11*  | Mayuko hitori (繭子ひとり)                        | 71    | T | Karin Yamaguchi                                 | Mayuko             | 繭子             | housekeeper, magazine writer (2nd highest rated ave. 47.4%) |
| 12*  | Ai yori aoku (藍より青く)                         | 72    | T | Hiroko Maki†                                    | Maki               | 真紀             | widow |
| 13*  | Kita no kazoku (北の家族)                         | 73    | T | Yōko Takahashi                                  | Shizu              | 志津             | ? |
| 14*  | Hatoko no umi (鳩子の海)                          | 74    | T | Kozue Saito to Mihoko Fujita                    | Hatoko             | 鳩子             | war orphan |
| 15   | Mizuiro no toki (水色の時)                        | 75    | T | Shinobu Ōtake                                   | Tomoko             | 知子             | striving to become a médico (The first "6-month") |
| 16   | Ohayōsan (おはようさん)                           | 75    | O | Yōko Akino                                      | Ayuko              | 鮎子             | office worker |
| 17   | Kumo no jūtan (雲のじゅうたん)                    | 76    | T | Yōko Asaji                                      | Makoto             | 真琴             | pilot |
| 18   | Hi no kuni ni (火の国に)                          | 76    | O | Keiko Suzuka†                                   | Kyōko              | 香子             | landscape gardener |
| 19   | Ichibanboshi (いちばん星)                         | 77    | T | Michiko Godai to Haruna Takase                  | Chiyako            | 千夜子           | singer |
| 20   | Kazamidori (風見鶏)                               | 77    | O | Harumi Arai #Ryō Hikime                         | Gin                | ぎん             | baker |
| 21   | Otei-chan (おていちゃん)                          | 78    | T | Chikako Yuri                                    | Teiko              | てい子           | atriz |
| 22   | Watashi wa umi (わたしは海)                       | 78    | O | Tomoko Aihara                                   | Miyo               | ミヨ             | raising war orphans |
| 23   | Mā-nē-chan (マー姉ちゃん)                         | 79    | T | Mami Kumagai Yūko Tanaka                        | Mariko Machiko     | マリ子 マチ子    | mangá artist's older sister |
| 24   | Ayu no uta (鮎のうた)                             | 79    | O | Senri Yamazaki                                  | Ayu                | あゆ             | peddler |
| 25   | Natchan no shashinkan (なっちゃんの写真館)        | 80    | T | Tomoko Hoshino                                  | Natsuko            | 夏子             | photographer |
| 26   | Niji o oru (虹を織る)                             | 80    | O | Misako Konno                                    | Kayo               | 佳代             | Takarazuka Revue atriz |
| 27   | Mansaku no hana (まんさくの花)                    | 81    | T | Akemi Nakamura                                  | Yūko               | 祐子             | laundry staff |
| 28   | Honjitsu mo seiten nari (本日も晴天なり)          | 81    | T | Hideko Hara                                     | Motoko             | 元子             | radio announcer, documentary writer, romancista |
| 29   | Haikara-san (ハイカラさん)                        | 82    | T | Satomi Tezuka                                   | Fumi               | 文               | hotelero |
| 30   | Yōi don (よーいドン)                              | 82    | O | Kumiko Fujiyoshi                                | Mio                | みお             | sprint runner, teatro-chaya girl, ekiben shop staff |
| 31*  | Oshin (おしん)                                    | 83    | T | Ayako Kobayashi to Yūko Tanaka to Nobuko Otowa† | Shin               | しん             | beauty stylist, planejador de moda para crianças, dondon-yaki vendedor ambulante, restaurante founder, peixe caixeiro-viajante, supermarket founder (highest rating of 62.9%) |
| 32   | Romansu (ロマンス)                                | 84    | T | #Takaaki Enoki Kumiko Komiya                    | #Heishichi Sayo    | 平七 さよ        | film director |
| 33   | Kokoro wa itsumo ramune- iro (心はいつもラムネ色) | 84    | O | #Eisaku Shindō Miwako Fujitani                  | #Bunpei Katsu      | 文平 賀津        | manzai writer |
| 34   | Miotsukushi (澪つくし)                            | 85    | T | Yasuko Sawaguchi                                | Kaworu             | かをる           | widow, remarried |
| 35   | Ichiban-daiko (いちばん太鼓)                      | 85    | O | #Shin'ichirō Okano Hiroko Mita                  | #Ginpei Hinako     | 銀平 雛子        | popular theatre ator |
| 36   | Hanekonma (はね駒)                                | 86    | T | Yuki Saitō                                      | Rin                | りん             | newspaperwoman |
| 37   | Miyako no kaze (都の風)                           | 86    | O | Miyuki Kanō                                     | Haruka             | 悠               | ryokan's staff, enters the fashion industry |
| 38   | Chotchan (チョッちゃん)                           | 87    | T | Hiro Komura                                     | Chōko              | 蝶子             | music school student, esposa |
| 39   | Hassai Sensei (はっさい先生)                      | 87    | O | Mayumi Wakamura                                 | Midori             | 翠               | professor da escola |
| 40   | Non-chan no yume (ノンちゃんの夢)                 | 88    | T | Tomoko Fujita                                   | Nobuko             | 暢子             | magazine editor |
| 41   | Jun-chan no ōenka (純ちゃんの応援歌)              | 88    | O | Tomoko Yamaguchi                                | Junko              | 純子             | ryokan's manager |
| 42   | Seishun kazoku (青春家族)                         | 89    | T | Misa Shimizu Ayumi Ishida†                      | Saki Asako         | 咲 麻子          | manga artist |
| 43   | Wakko no kin medaru (和っこの金メダル)            | 89    | O | Azusa Watanabe                                  | Kazuko             | 和子             | volleyball player, widow, hospital staff |
| 44   | Rinrin to (凛凛と)                                | 90    | T | #Minoru Tanaka† Yōko Oginome                    | #Kōkichi Iku       | 幸吉 郁          | developed an early television system |
| 45   | Kyō, futari (京、ふたり)                          | 90    | O | Rie Hatada Yōko Yamamoto†                       | Aiko Taeko         | 愛子 妙子        | tsukemono store's manager |
| 46*  | Kimi no na wa (君の名は)                          | 91    | T | Kyōka Suzuki #Tetsuwo Kurata                    | Machiko #Haruki    | 真知子 春樹      | couple's road movie love story |
| 47   | Onna wa dokyō (おんなは度胸)                      | 92    | O | Pinko Izumi Sachiko Sakurai                     | Tamako Yūko        | 玉子 裕子        | ryokan's manager |
| 48   | Hirari (ひらり)                                   | 92    | T | Hikari Ishida                                   | Hirari             | ひらり           | plus-size clothing shop staff, aiming for nutritionist |
| 49   | Ee Nyobo (ええにょぼ)                             | 93    | O | Naho Toda                                       | Yūki               | 悠希             | médico (physician) |
| 50   | Karin (かりん)                                    | 93    | T | Naomi Hosokawa                                  | Chiaki             | 千晶             | miso maker |
| 51   | Piano (ぴあの)                                    | 94    | O | Risa Junna                                      | Piano              | ぴあの           | freeter (ardina and bicycle messenger and after-school activity staff), children's books writer                                                                               |
| 52*  | Haru yo, koi (春よ、来い)                         | 94 95 | T | Narumi Yasuda to Yoshiko Nakada                 | Haruki             | 春希             | screenwriter |
| 53   | Hashiran ka! (走らんか!)                          | 95    | O | #Kazuo Mikuni Yuri Nakae                        | #Ushio Miki        | 汐 美樹          | making Hakata ningyō |
| 54   | Himawari (ひまわり)                               | 96    | T | Nanako Matsushima                               | Nozomi             | のぞみ           | lawyer |
| 55   | Futarikko (ふたりっ子)                            | 96    | O | Hiromi Iwasaki Maiko Kikuchi                    | Kyōko Reiko        | 香子 麗子        | shogi player (Kyōko) and barber (Reiko) |
| 56   | Aguri (あぐり)                                    | 97    | T | Misato Tanaka                                   | Aguri              | あぐり           | beauty stylist |
| 57   | Amakarashan (甘辛しゃん)                          | 97    | O | Yumiko Satō                                     | Izumi              | 泉               | sake brewer |
| 58   | Ten Urara (天うらら)                              | 98    | T | Risa Sudō                                       | Urara              | うらら           | carpenter |
| 59   | Yanchakure (やんちゃくれ)                         | 98    | O | Miho Konishi                                    | Nagisa             | 渚               | eveningnewspaperwoman, documentary writer |
| 60   | Suzuran (すずらん)                                | 99    | T | Nagiko Tōno to Chieko Baishō                    | Moe                | 萌               | widow, orfanato staff |
| 61   | Asuka (あすか)                                    | 99    | O | Yūko Takeuchi†                                  | Asuka              | あすか           | wagashi maker |
| 62   | Watashi no aozora (私の青空)                      | 00    | T | Tomoko Tabata                                   | Nazuna             | なずな           | aiming for nutritionist |
| 63   | Ōdorī (Audrey オードリー)                         | 00    | O | Aya Okamoto                                     | Mizuki             | 美月             | jidaigeki atriz and ryokan's manager, film director |
| 64   | Churasan (ちゅらさん)                             | 01    | T | Ryōko Kuninaka                                  | Eri                | 恵里             | nurse |
| 65   | Honmamon (ほんまもん)                             | 01    | O | Chizuru Ikewaki                                 | Konoha             | 木葉             | Japanese cuisine chef |
| 66   | Sakura (さくら)                                   | 02    | T | Shiho Takano                                    | Sakura             | さくら           | professor da escola |
| 67   | Manten (まんてん)                                 | 02    | O | Mao Miyaji                                      | Manten             | 満天             | bus tour guide, meteorologist, astronauta |
| 68   | Kokoro (こころ)                                   | 03    | T | Noriko Nakagoshi                                | Kokoro             | こころ           | unagi restaurant's manager |
| 69   | Teruteru Kazoku (てるてる家族)                    | 03    | O | Satomi Ishihara                                 | Fuyuko             | 冬子             | Takarazuka Revue student, baker |
| 70   | Tenka (天花)                                      | 04    | T | Ema Fujisawa                                    | Tenka              | 天花             | childminder |
| 71   | Wakaba (わかば)                                   | 04    | O | Natsuki Harada                                  | Wakaba             | 若葉             | landscaper |
| 72   | Fight (ファイト)                                  | 05    | T | Yuika Motokariya                                | Yū                 | 優               | racehorse lover student |
| 73   | Kaze no Haruka (風のハルカ)                       | 05    | O | Eri Murakawa                                    | Haruka             | ハルカ           | tour conductor, tourism association staff |
| 74   | Junjō Kirari (純情きらり)                         | 06    | T | Aoi Miyazaki                                    | Sakurako           | 桜子             | her dream is to become a jazz pianist |
| 75   | Imo Tako Nankin (芋たこなんきん)                  | 06    | O | Naomi Fujiyama                                  | Machiko            | 町子             | romancista |
| 76   | Dondo Hare (どんど晴れ)                           | 07    | T | Manami Higa                                     | Natsumi            | 夏美             | patissier, ryokan's manager |
| 77   | Chiritotechin (ちりとてちん)                      | 07    | O | Shihori Kanjiya                                 | Kiyomi             | 喜代美           | rakugoka |
| 78   | Hitomi (瞳)                                       | 08    | T | Nana Eikura                                     | Hitomi             | 瞳               | dancer |
| 79   | Dandan (だんだん)                                 | 08    | O | Mana & Kana                                     | Megumi Nozomi      | めぐみ のぞみ    | singers, nurse (Megumi) and proprietress (Nozomi) |
| 80   | Tsubasa (つばさ)                                  | 09    | T | Mikako Tabe                                     | Tsubasa            | つばさ           | radio disc jockey |
| 81   | Wel-kame (ウェルかめ)                             | 09    | O | Kana Kurashina                                  | Nami               | 波美             | magazine editor (Lowest rated ave. 13.5%) |
| 82   | Gegege no Nyobo (ゲゲゲの女房)                    | 10    | T | Nao Matsushita                                  | Fumie              | 布美枝           | esposa de mangá artist Shigeru Mizuki (8:00 - 8:15) |
| 83   | Teppan (てっぱん)                                 | 10    | O | Miori Takimoto Sumiko Fuji                      | Akari Hatsune      | あかり 初音      | okonomiyaki chef |
| 84   | Ohisama (おひさま)                                | 11    | T | Mao Inoue & Ayako Wakao                         | Yōko               | 陽子             | professor da escola |
| 85   | Carnation (カーネーション)                        | 11    | O | Machiko Ono to Mari Natsuki                     | Itoko              | 糸子             | designer de moda |
| 86   | Umechan Sensei (梅ちゃん先生)                     | 12    | T | Maki Horikita                                   | Umeko              | 梅子             | médico (physician) |
| 87   | Jun to Ai (純と愛)                                | 12    | O | Natsuna #Shunsuke Kazama                        | Jun #Itoshi        | 純 愛            | pessoal do hotel (wedding planner), pessoal do acomodação, vendedora do boutique, hotelero                                                                                    |
| 88   | Amachan (あまちゃん)                              | 13    | T | Rena Nōnen                                      | Aki                | アキ (秋)        | ama, Ídolo, atriz |
| 89   | Gochisōsan (ごちそうさん)                         | 13    | O | Anne                                            | Meiko              | め以子           | esposa, aprenda a cozinhar cozinha japonesa |
| 90   | Hanako to Anne (花子とアン)                       | 14    | T | Yuriko Yoshitaka                                | Hana / Hanako      | はな / 花子      | tradutor |
| 91   | Massan (マッサン)                                 | 14    | O | #Tetsuji Tamayama Charlotte Kate Fox            | #Masaharu Elī      | 政春 エリー      | esposa do destilador whisky |
| 92   | Mare (まれ)                                       | 15    | T | Tao Tsuchiya                                    | Mare               | 希               | funcionários da prefeitura, patissier |
| 93   | Asa ga Kita (あさが来た)                          | 15    | O | Haru                                            | Asa                | あさ             | empreendedor |
| 94   | Toto Neechan (とと姉ちゃん)                       | 16    | T | Mitsuki Takahata                                | Tsuneko            | 常子             | magazine editor |
| 95   | Beppinsan (べっぴんさん)                          | 16    | O | Kyōko Yoshine                                   | Sumire             | すみれ           | planejador de moda para crianças |
| 96   | Hiyokko (ひよっこ)                                | 17    | T | Kasumi Arimura                                  | Mineko             | みね子           | radio receiver factory staff, restaurant staff |
| 97   | Warotenka (わろてんか)                            | 17    | O | Wakana Aoi                                      | Ten                | てん             | fundador de Yoshimoto Kogyo |
| 98   | Hanbun, Aoi. (半分、青い。)                       | 18    | T | Mei Nagano                                      | Suzume             | 鈴愛             | manga artist, 100-yen shop staff, inventor |
| 99   | Manpuku (まんぷく)                                | 18    | O | Sakura Andō                                     | Fukuko             | 福子             | esposa de Momofuku Ando |
| 100  | Natsuzora (なつぞら)                              | 19    | T | Suzu Hirose                                     | Natsu              | なつ             | animator |
| 101  | Scarlet (スカーレット)                            | 19    | O | Erika Toda                                      | Kimiko             | 喜美子           | apartment maid, ceramic painter, ceramista |
| 102  | Yell (エール)                                     | 20    | T | #Masataka Kubota Fumi Nikaido                   | #Yūichi Oto        | 裕一 音          | compositor (Seg - Sex, Resolução 4K) |
| 103  | Ochoyan (おちょやん)                              | 20    | O | Hana Sugisaki                                   | Chiyo              | 千代             | teatro-chaya girl, comediante |
| 104  | Okaeri Mone (おかえりモネ)                        | 21    | T | Kaya Kiyohara                                   | Momone             | 百音             | forest guide, meteorologist |
| 105  | Come Come Everybody (カムカムエヴリバディ)        | 21    | O | Mone Kamishiraishi Eri Fukatsu Rina Kawaei      | Yasuko Rui Hinata  | 安子 るい ひなた | wagashi maker, diretor de elenco laundry staff, kaitennyaki maker funcionário de cinema estúdio                                                                               |
| 106  | Chimudondon (ちむどんどん)                        | 22    | T | Yuina Kuroshima                                 | Nobuko             | 暢子             | chef |
| 107  | Maiagare! (舞いあがれ!)                           | 22    | O | Haruka Fukuhara                                 | Mai                | 舞               | planejador de produtos industrializados |
| 108  | Ranman (らんまん)                                 | 23    | T | #Ryūnosuke Kamiki Minami Hamabe                 | #Mantarō Sueko     | 万太郎 寿恵子    | botânico |
| 109  | Boogie Woogie (ブギウギ)                          | 23    | O | Shuri                                           | Suzuko             | 鈴子             | singer |
| 110  | Tora ni Tsubasa (虎に翼)                          | 24    | T | Sairi Ito                                       | Tomoko             | 寅子             | lawyer |
| 111' | Omusubi (おむすび)                                | 24    | O | Kanna Hashimoto                                 | Yui                | 結               | nutritionist |
| 112  | Anpan (あんぱん)                                  | 25    | T | Mio Imada #Takumi Kitamura                      | Nobu Takashi       | のぶ 嵩          | esposa de mangá artist Takashi Yanase |
| 113  | Bakebake (ばけばけ)                               | 25    | O | Akari Takaishi #Tommy Bastow                    | Toki               | トキ ヘブン      | esposa de Lafcádio Hearn |
| 114  | Kaze, Kaoru (風、薫る)                            | 26    | T | Ai Mikami Juri Kōsaka                           | Rin Naomi          | りん 直美        | nurse |
| 115  | Blossom (ブラッサム)                              | 26    | O | Shizuka Ishibashi                               | Tama               | 珠               | romancista |

## Livro
- 朝ドラの55年〜全93作品完全保存版 (2015.10.17 NHK出版) ISBN 978-4144072130 / ISBN 4144072134